# La Belle et le Cavalier
Pour les articles homonymes, voir C'era una volta.
Pour plus de détails, voir Fiche technique et Distribution.
La Belle et le Cavalier (C'era una volta...) est un film franco-italien réalisé par Francesco Rosi, avec Sophia Loren et Omar Sharif, sorti en 1967.

## Synopsis
Dans le royaume de Naples sous domination espagnole, une jeune paysanne, Isabella, rencontre un cavalier mal embouché. Il s'agit en fait du prince Rodrigo. Son père veut qu'il choisisse sa femme parmi sept princesses, mais le prince est épris d'Isabella.
Aidée d'un saint et de sorcières, Isabella va combattre les traditions qui empêchent une paysanne d'épouser un prince.

## Fiche technique
Sauf indication contraire, les informations mentionnées dans cette section peuvent être confirmées par la base de données cinématographiques Unifrance,  présente dans la section « Liens externes ».
- Titre français : La Belle et le Cavalier[1]
- Titre original : C'era una volta...
- Scénario : Tonino Guerra, Raffaele La Capria, Giuseppe Patroni Griffi, Francesco Rosi
- Réalisation : Francesco Rosi
- Production : Carlo Ponti
- Musique : Piero Piccioni
- Photographie : Pasqualino De Santis
- Montage : Jolanda Benvenuti
- Direction artistique : Piero Poletto
- Costumes : Giulio Coltellacci
- Pays de production :  Italie,  France
- Langue de tournage : italien
- Durée : 104 minutes
- Dates de sortie :
  - Italie : 19 octobre 1967
  - France : 31 mai 1968
- Affiche : Raymond Elseviers (Belgique)

## Distribution
- Sophia Loren (VF : Jacqueline Carrel) : Isabella Candeloro
- Omar Sharif : Prince Rodrigo Fernandez
- Georges Wilson : Jean-Jacques Bouché 'Monzu'
- Leslie French (en) (VF : René Fleur) : Frère Giuseppe da Copertino
- Dolores del Rio : Reine mère
- Marina Malfatti : Olimpia Capce Latro, princesse Altamura
- Anna Nogara : La princesse impatiente
- Rita Forzano : La princesse gourmande
- Rosemary Martin
- Carlotta Barilli : La princesse superstitieuse
- Rosa María Martín : La princesse prétentieuse
- Fleur Mombelli : La princesse orgueilleuse
- Anna Liotti : L'Infante
- Carlo Pisacane : Première sorcière
- Renato Pinciroli : Carpaccio, le valet de Rodrigo

## Production
Le film est ardemment souhaité par le producteur Carlo Ponti. Il engage Omar Sharif, popularisé par son succès récent Le Docteur Jivago. Le film a été tourné dans de multiples endroits, en partie sur les terres de la ferme Pellicciari, dans la campagne autour de Gravina in Puglia. Parmi celles-ci, on retiendra les scènes de Giuseppe da Copertino filmées dans le Tavoliere delle Puglie. D'autres plans ont été tournés à Matera.
Le cadre de la Chartreuse de Padula (le palais du prince) est lié à l'épisode, qui s'est réellement produit, de l'omelette aux œufs : en 1535, au retour de la bataille de Tunis, Charles Quint s'arrêta à la Chartreuse de Padula avec toute sa suite, et les moines préparèrent pour eux un buffet gargantuesque comprenant, précisément, la frittatona. Le metteur en scène pour le rôle du saint volant Giuseppe da Copertino avait pensé à Totò plutôt qu'à Leslie French (en), écarté par Carlo Ponti parce qu'on le jugeait peu international.